# The Meadows
The Meadows és una concentració de població designada pel cens dels Estats Units a l'estat de Florida. Segons el cens del 2000 tenia 4.423 habitants.

## Demografia
Segons el cens del 2000, The Meadows tenia 4.423 habitants, 2.395 habitatges, i 1.456 famílies. La densitat de població era de 736,1 habitants/km².
Dels 2.395 habitatges en un 5,1% hi vivien nens de menys de 18 anys, en un 56,2% hi vivien parelles casades, en un 3,5% dones solteres, i en un 39,2% no eren unitats familiars. En el 35,4% dels habitatges hi vivien persones soles el 23,3% de les quals corresponia a persones de 65 anys o més que vivien soles. El nombre mitjà de persones vivint en cada habitatge era d'1,77 i el nombre mitjà de persones que vivien en cada família era de 2,19.
Per edats la població es repartia de la següent manera: un 4,7% tenia menys de 18 anys, un 1,4% entre 18 i 24, un 9,8% entre 25 i 44, un 24,3% de 45 a 60 i un 59,9% 65 anys o més.
L'edat mediana era de 69 anys. Per cada 100 dones de 18 o més anys hi havia 78,7 homes.
La renda mediana per habitatge era de 54.942 $ i la renda mediana per família de 67.917 $. Els homes tenien una renda mediana de 40.966 $ mentre que les dones 34.184 $. La renda per capita de la població era de 38.826 $. Entorn de l'1,8% de les famílies i el 3,4% de la població estaven per davall del llindar de pobresa.

## Poblacions més properes
El següent diagrama mostra les poblacions més properes.